# Stegothyrium denudans
Stegothyrium denudans är en svampart som först beskrevs av Heinrich Rehm, och fick sitt nu gällande namn av Franz Xaver von Höhnel 1918. Stegothyrium denudans ingår i släktet Stegothyrium och familjen Microthyriaceae.   Inga underarter finns listade i Catalogue of Life.